# Aérodrome de Romilly-sur-Seine
L'aérodrome de Romilly-sur-Seine (code OACI : LFQR) est un ancien aérodrome militaire puis civil, situé sur les communes de Romilly-sur-Seine et Maizières-la-Grande-Paroisse dans l'Aube (Champagne-Ardenne).

## Histoire
L'aérodrome de Romilly-sur-Seine voit le jour en 1918. Il s'agit alors d'un grand parc aéronautique (GPAé) pour l'armée,.
L'aérodrome compte jusqu'à deux pistes (03/21 et 10/28) en herbe. La piste 03/21 est fermée en 2010 pour permettre l'installation d'une centrale solaire photovoltaïque.
L'aérodrome est fermé le 1er août 2011. Les derniers hangars sont démolis en 2012 pour laisser place à une zone d'activités.
En 2023, les près de 80 000 panneaux photovoltaïques qui sont installés sur l'ancien aérodrome produisent un peu plus de 42 mégawatts, soit l'énergie correspondant à la demande annuelle de plus de 18 000 habitants.
L'aérodrome ayant été bombardé durant la Seconde Guerre mondiale, il a fallu des opérations de dépollution pour extraire la totalité des obus avant que les équipes puissent entamer les travaux. 

## Installations
L’aérodrome disposait d’une piste en herbe orientée est-ouest (10/28), longue de 980 m et large de 100.